# Association of Evangelical Churches
The Association of Evangelical Churches (AEC) är ett kristet trossamfund i Pennsylvania, USA, registrerat i november 1981 av missnöjda medlemmar av Evangelical Church of North America (ECNA). EUB hade bildats 1968 av församlingar tillhörande Evangelical United Brethren (EUB) som motsatte sig deras samgående med Metodistkyrkan i USA. 
Minnet av den sistnämnda splittringen satt djupt hos många. Församlingar hade tvingats lämna sina kyrkolokaler i rättsprocesser eller fått köpa tillbaka dem av metodisterna. När EUB inledde samtal om samgående med Evangelical Church in Canada krävde man därför garantier för att något liknande inte skulle kunna inträffa. Då man inte fick gehör för detta så beslutade man att bilda AEC. Det första årsmötet i juni 1982 antog stadgar i vilket det slogs fast att den lokala församlingen äger sin egendom och att det endast kan ändras genom total enighet bland alla församlingar.
AEC är anslutet till Christian Holiness Partnership.